# Zabierzów (Klein-Polen)
Zabierzów is een dorp in de Poolse woiwodschap Klein-Polen. De plaats maakt deel uit van de gemeente Zabierzów en telt 4600 inwoners.